# Johora
Johora là một chi cua nước ngọt của họ Cua núi được tìm thấy ở vùng bán đảo Mã Lai và các hòn đảo xung quánh bán đảo này

## Các loài
Chi cua này gồm các loài sau đây:
- Johora aipooae (Ng, 1986)
- Johora counsilmani (Ng, 1985)
- Johora gapensis (Bott, 1966)
- Johora grallator Ng, 1988
- Johora gua Yeo, 2001
- Johora hoiseni Ng & Takeda, 1992
- Johora intermedia (Ng, 1986)
- Johora johorensis (Roux, 1936)
- Johora murphyi (Ng, 1986)
- Johora punicea (Ng, 1985)
- Johora singaporensis (Ng, 1986)
- Johora tahanensis (Bott, 1966)
- Johora thaiana Leelawathanagoon, Lheknim & Ng, 2005
- Johora thoi Ng, 1990
- Johora tiomanensis (Ng & L. W. H. Tan, 1984)